# Club de Columbicultura Noveldenc
El Club de Columbicultura Noveldenc (oficialment i en castellà Club de Colombicultura Noveldense) és una entitat esportiva de Novelda dedicada a la columbicultura.
L'entitat es va crear el 1918, formada inicialment per persones que compartien l'interès en la cria de coloms, i no fou fins cap el 1940 en què es va començar la solta esportiva de coloms durant la Baixada de la Santa. Cap l'any 1950 ja va organitzar un campionat provincial. En el marc de la Federació de Columbicultura de la Comunitat Valenciana, Novelda competeix a nivell comarcal a la zona del Vinalopó Mitjà. Durant l'any del centenari (2018) la solta de coloms va reunir més de 400 exemplars al pas de la Santa.
El 2006 Novelda va ser la seu dels actes socials del Campionat d'Espanya (Copa de S.M. el Rei), mentre que els concursos i competicions es van celebrar a La Romana.